# Guilherme Arana
Guilherme Antonio Arana Lopes (São Paulo, 14 de abril de 1997), conocido como Guilherme Arana, es un futbolista brasileño. Juega como defensa y su equipo es el Atlético Mineiro del Campeonato Brasileño de Serie A.

## Trayectoria

### Corinthians
Arana se formó en los escalafones inferiores del Corinthians donde era considerado un jugador en el que se tenía depositada grandes esperanzas.Con la cantera del club paulista ganó el Campeonato Paulista sub-20 y la Copa São Paulo de Futebol Júnior al año siguiente de la que también fue subcampeón en la edición anterior.
Después de la final de la Copa São Paulo de Futebol Júnior celebrada en el 2014 fue ascendido al primer equipo si bien no participó en ningún encuentro del Brasileirão.

### At. Paranaense
Fue cedido al Atlético Paranaense el 7 de mayo de 2015 hasta final de temporada. Hizo su debut profesional saliendo desde el banquillo contra el Atlético Mineiro, el partido acabó 1-0 a favor de los locales.

### Sevilla F. C.
El 28 de diciembre de 2017 el brasileño decide fichar por el club andaluz a cambio de 9 000 000 € más otro por objetivos..Jugando esa temporada un total de 3 partidos.Marcó su primer gol con el equipo hispalense el 16 de agosto de 2018 en un partido de la previa de UEFA Europa League contra el Zalgiris Vilnius.

### Atalanta
El 28 de agosto de 2019 fue cedido al equipo italiano por un año. Sin embargo, se canceló la cesión en enero tras solo jugar cuatro partidos.

### At. Mineiro
En enero de 2020 fue cedido al equipo brasileño hasta junio de 2021. Cuando la cesión finalizó, permaneció en el club firmando un contrato hasta 2024.

## Selección nacional
Ha jugado en la selección sub-20 de su país ocho partidos en los que ha marcado dos goles.
El 7 de octubre de 2021 debutó con la selección absoluta en un partido de clasificación para el Mundial 2022 ante Venezuela.

### Participaciones en Copas América
| Torneo            | Sede           | Resultado        | Partidos | Goles |
| ----------------- | -------------- | ---------------- | -------- | ----- |
| Copa América 2024 | Estados Unidos | Cuartos de final | 2        | 0     |

## Estadísticas
Actualizado al último partido disputado el 15 de marzo de 2025.
| Club | Div.          | Temporada     | Liga  | Liga  | Estatal(1) | Estatal(1) | Copas nacionales(2) | Copas nacionales(2) | Copas internacionales(3) | Copas internacionales(3) | Total | Total |
| Club | Div.          | Temporada     | Part. | Goles | Part.      | Goles      | Part.               | Goles               | Part.                    | Goles                    | Part. | Goles |
| --- | ------------- | ------------- | ----- | ----- | ---------- | ---------- | ------------------- | ------------------- | ------------------------ | ------------------------ | ----- | ----- |
| S. C. Corinthians · Brasil | 1.ª           | 2014          | 0     | 0     | 0          | 0          | 0                   | 0                   | 0                        | 0                        | 0     | 0     |
| Atlético Paranaense · Brasil | 1.ª           | 2015          | 3     | 0     | —          | —          | 0                   | 0                   | —                        | —                        | 3     | 0     |
| Atlético Paranaense · Brasil | Total club    | Total club    | 3     | 0     | 0          | 0          | 0                   | 0                   | 0                        | 0                        | 3     | 0     |
| S. C. Corinthians · Brasil | 1.ª           | 2015          | 12    | 1     | 0          | 0          | 0                   | 0                   | 0                        | 0                        | 12    | 1     |
| S. C. Corinthians · Brasil | 1.ª           | 2016          | 10    | 0     | 6          | 0          | 2                   | 0                   | 1                        | 1                        | 19    | 1     |
| S. C. Corinthians · Brasil | 1.ª           | 2017          | 32    | 2     | 14         | 0          | 5                   | 0                   | 3                        | 0                        | 54    | 2     |
| S. C. Corinthians · Brasil | Total club    | Total club    | 54    | 3     | 20         | 0          | 7                   | 0                   | 4                        | 1                        | 85    | 4     |
| Sevilla F. C. · España | 1.ª           | 2017-18       | 3     | 0     | —          | —          | 0                   | 0                   | 0                        | 0                        | 3     | 0     |
| Sevilla F. C. · España | 1.ª           | 2018-19       | 9     | 0     | —          | —          | 4                   | 1                   | 9                        | 1                        | 22    | 2     |
| Sevilla F. C. · España | Total club    | Total club    | 12    | 0     | 0          | 0          | 4                   | 1                   | 9                        | 1                        | 25    | 2     |
| Atalanta B. C. · Italia | 1.ª           | 2019-20       | 4     | 0     | —          | —          | 0                   | 0                   | 0                        | 0                        | 4     | 0     |
| Atalanta B. C. · Italia | Total club    | Total club    | 4     | 0     | 0          | 0          | 0                   | 0                   | 0                        | 0                        | 4     | 0     |
| Atlético Mineiro · Brasil | 1.ª           | 2020          | 37    | 4     | 8          | 2          | 1                   | 0                   | 2                        | 0                        | 48    | 6     |
| Atlético Mineiro · Brasil | 1.ª           | 2021          | 26    | 1     | 7          | 2          | 6                   | 1                   | 10                       | 1                        | 49    | 5     |
| Atlético Mineiro · Brasil | 1.ª           | 2022          | 20    | 0     | 9          | 2          | 4                   | 0                   | 9                        | 1                        | 42    | 3     |
| Atlético Mineiro · Brasil | 1.ª           | 2023          | 28    | 2     | 0          | 0          | 0                   | 0                   | 4                        | 0                        | 32    | 2     |
| Atlético Mineiro · Brasil | 1.ª           | 2024          | 17    | 1     | 11         | 0          | 10                  | 3                   | 13                       | 1                        | 51    | 5     |
| Atlético Mineiro · Brasil | 1.ª           | 2025          | 0     | 0     | 9          | 0          | 2                   | 0                   | 0                        | 0                        | 11    | 0     |
| Atlético Mineiro · Brasil | Total club    | Total club    | 128   | 8     | 44         | 6          | 23                  | 4                   | 38                       | 3                        | 233   | 21    |
| Total carrera | Total carrera | Total carrera | 201   | 11    | 64         | 6          | 34                  | 5                   | 51                       | 5                        | 350   | 27    |
| (1) Incluye datos del Campeonato Paulista y el Campeonato Mineiro. (2) Incluye datos de la Copa de Brasil, la Supercopa de Brasil y la Copa del Rey. (3) Incluye datos de la Copa Libertadores, la Liga Europa de la UEFA y la Copa Sudamericana. |               |               |       |       |            |            |                     |                     |                          |                          |       |       |

## Palmarés

### Títulos estatales
| Título              | Club              | Estado       | Año  |
| ------------------- | ----------------- | ------------ | ---- |
| Campeonato Paulista | S. C. Corinthians | São Paulo    | 2017 |
| Campeonato Mineiro  | Atlético Mineiro  | Minas Gerais | 2020 |
| Campeonato Mineiro  | Atlético Mineiro  | Minas Gerais | 2021 |
| Campeonato Mineiro  | Atlético Mineiro  | Minas Gerais | 2022 |
| Campeonato Mineiro  | Atlético Mineiro  | Minas Gerais | 2023 |
| Campeonato Mineiro  | Atlético Mineiro  | Minas Gerais | 2024 |
| Campeonato Mineiro  | Atlético Mineiro  | Minas Gerais | 2025 |

### Títulos nacionales
| Título              | Club              | País   | Año  |
| ------------------- | ----------------- | ------ | ---- |
| Serie A             | S. C. Corinthians | Brasil | 2015 |
| Serie A             | S. C. Corinthians | Brasil | 2017 |
| Serie A             | Atlético Mineiro  | Brasil | 2021 |
| Copa de Brasil      | Atlético Mineiro  | Brasil | 2021 |
| Supercopa de Brasil | Atlético Mineiro  | Brasil | 2022 |

### Títulos internacionales
| Título                    | Club (*)        | Sede  | Año  |
| ------------------------- | --------------- | ----- | ---- |
| Torneo Olímpico de Fútbol | Brasil olímpica | Tokio | 2020 |

(*) Incluyendo la selección.

### Distinciones individuales
| Distinción              | Año  |
| ----------------------- | ---- |
| Equipo Ideal de América | 2021 |